# Resident Evil Outbreak
Resident Evil Outbreak (с англ. — «Обитель Зла. Вспышка»), BIO HAZARD OUTBREAK (яп. バイオハザード アウトブレイク Баио Хадза:до Аутобурэику) — однопользовательская видеоигра с возможностями сетевой игры, выпущенная для игровой консоли PlayStation 2 первоначально в 2003 году. Разработкой игры занималась японская студия Capcom Production Studio 1. Данная игра стала первой в серии Resident Evil, поддерживающая режимы онлайн-игра (только для японской и североамериканской версий) и кооперативный. Outbreak представляет собой серию не связанных между собой эпизодов из жизни обитателей Раккун-сити, происходящих в одно и то же время, что и события в играх Resident Evil 2 и Resident Evil 3: Nemesis. В качестве сиквела для Outbreak было выпущено продолжение под названием Resident Evil Outbreak: File 2.

## Игровой процесс

В отличие от других игр серии, игровой процесс не останавливается вызовом меню инвентаря. Кроме инвентаря игрока, имеется возможность контролировать инвентарь двух других участников группы

Игроку предлагается выбрать сценарий, уровень сложности и персонажа. Уровень сложности определяет количество врагов, встречающихся боеприпасов и расположение предметов. В каждом сценарии присутствуют дополнительные задания, выполнив которые, игрок достигнет отметки прохождения в 100 %. Пройдя все пять сценариев с такой отметкой, откроется бесконечный режим, когда всё оружие в игре будет иметь бесконечный запас амуниции.
Кроме того, в каждом сценарии есть особые (англ. "SP" items) предметы, которые разбросаны по всему уровню. Всего в каждом сценарии по 20 таких предметов, ещё по 20 предметов существуют для каждого из восьми персонажей. Сложность в их обнаружении заключается в том, что эти предметы невидимы и никак не подсвечены. В случае обнаружения таких предметов, для персонажей будут открываться новые костюмы и новые монологи. Все 20 предметов на одном уровне сложности найти нельзя.
Игроки могут соединяться посредством сети Интернет через сетевой адаптер, использующий широкополосный доступ. Для такого режима игры требуется регистрация на игровом сервере. После соединения с сервером игрокам предлагаются два режима игры: свободный режим и режим сценария. В свободном режиме игроки собираются в вестибюле и могут сам задавать такие параметры игры, как выбор сценария и сложность игры. В режиме сценария сервер автоматически выбирает сценарий и назначает персонажей. Игрок может в любой момент сохранить свои достижения и прервать игру. В случае успешного завершения сценария, игрок зарабатывает именную звезду.
31 декабря 2007 года Capcom завершила поддержку серверов для сетевой игры в США, а 30 июня 2011 года — в Японии. Но благодаря фанатам, был запущен сервер, позволяющий играть в сетевую игру как на настоящей приставке, так и на эмуляторе.

## Сюжет
Действия игры Outbreak начинаются через пару дней после того, как Т-вирус впервые вырвался из лабораторий корпорации Umbrella на улицы города Раккун-сити, незадолго до того, как возникший кризис перерос в полный хаос. Восемь персонажей игры находятся в баре «У Джека» (англ. J’s Bar), кто-то из них здесь работает, большинство — отдыхает. Но никто из них даже не подозревает, в каком кошмаре наяву они окажутся в самое ближайшее время. Покой нарушается, когда в бар забредает очень странный клиент, который внезапно набрасывается на официанта Уилла и кусает его. Взглянув в окно, люди в баре столбенеют от ужаса: улица наводнена живыми мертвецами. Теперь всем ясно, что оставаться в городе больше нельзя, и разделившись на группы, персонажи отправляются искать пути спасения. В ходе прохождения, персонажи побывают в разных уголках заражённого города, на обретение спасения у каждого из них уйдет по нескольку дней. Окончание игры совпадает по времени и действию с событиями, отражёнными в Resident Evil 3: Nemesis: правительство США наносит ядерный удар по городу, у которого больше нет будущего.
Всего в игре имеется 5 различных сценариев:
- Outbreak (Вспышка эпидемии)
- Below Freezing Point (Ниже температуры замерзания)
- The Hive (Улей)
- Hellfire (Адский огонь)
- Decisions Decisions (Решения, решения)

## Персонажи
- Кевин Райман — работает в полицейском департаменте города Раккун-сити. Имеет отличную атлетическую подготовку и достаточно метко стреляет. Хороший человек и закоренелый оптимист, который «не заморачивается по мелочам». Дважды проваливал вступительный экзамен в S.T.A.R.S. Любимое место отдыха — J’s Bar, куда он заходит практически каждый вечер.
- Марк Уиллкинз — ветеран вьетнамской войны, но даже разменяв пятый десяток, он всё ещё полон сил и энергии. Работает в охранной компании Раккун-сити. Он прочувствовал вкус войны и сейчас, как никогда, хочет жить в мире и спокойствии.
- Дэвид Кинг — молчаливый сантехник. Дэвид не любит говорить о своём прошлом. И не потому что он не дружелюбный, нет, он просто немногословный человек. Всегда начеку, ходит со своим ножом и подтверждает свои слова кровью.
- Джордж Гамильтон — доктор, работающий в госпитале Раккун-сити. Первоклассный хирург. Не любит быть лидером и брать все «шишки» на себя, но легко входит в доверие к людям.
- Джим Чапман — работает в метрополитене города Раккун-сити. Трусоват, умеет притворяться мёртвым, дабы зомби его не трогали. Всегда носит при себе монету, которую подкидывает, чтобы принять решение. Мастер по разгадыванию головоломок и открытию сложных механизмов.
- Йоко Сузуки — обладает отличным знанием компьютеров. Тихая, осторожная личность. Её пытливый ум удивительно тверд. Очень сложно отвлечь, когда на чём-то сосредоточена.
- Алиса Эшкрофт — журналист местной газеты. Обладает способностью выискивать ценную информацию. Сильная духом, что делает её напористой личностью, но в то же время и большой неудачницей, которая постоянно конфликтует с людьми. Несмотря на свой характер, Алисса — заботливый человек. При необходимости помогает другим.
- Синди Леннокс — самая популярная официантка в J’s Bar из-за её лучезарной улыбки. Она полезна, ориентированный на помощь человек, который всегда думает о других в первую очередь. Даже в экстремальных ситуациях она не теряет своей выдержки и готова прийти на помощь.

## Разработка
Resident Evil Outbreak изначально носила название Biohazard Online. В 2002 году Capcom выпустила несколько мультимедийных продуктов с таким названием. Это были картинки, изображающие восьмерых персонажей на фоне Арклейских гор, а также фильм-трейлер, демонстрирующий систему вербального взаимодействия персонажей.
Позднее название заменили на Network Biohazard и появилась информация о том, что в игре запланировано более 20 различных сценариев. Окончательным названием стало Biohazard Outbreak (Resident Evil Outbreak за пределами Японии), с числом сценариев, уменьшенным до пяти.
Ещё пять сценариев, не вошедших в игру, но продемонстрированных в трейлере, вошли в основу продолжения игры — Resident Evil Outbreak File#2.

## Оценки
| Сводный рейтинг | Сводный рейтинг |
| Агрегатор       | Оценка          |
| --------------- | --------------- |
| GameRankings    | 69,99 %         |

Игра получила средние оценки критиков. Общее количество проданных копий составило приблизительно 1,5 миллиона. Игра заняла 32-е место в списке самых продаваемых игр Capcom.